# Хурадо (град)
Хурадó (на испански: Juradó) е най-северозападната община и град в департамент Чоко, Колумбия. Граничи с Панама и Тихия океан.

## Климат
Хурадо има тропичен мусонен климат с умерено количество валежи от януари до март и силни валежи в останалите месеци.